# Ali G
Alistair Leslie Graham, conegut com a Ali G, és un personatge de ficció satíric creat i interpretat pel còmic anglès Sacha Baron Cohen. Ali G, que es va fer popular als carrers de Staines, Anglaterra, parlava en un anglès multicultural londinenc a l'estil de noi groller i presumeix d'arribar "al cor del gueto de Staines" i liderar una banda de carrer local, "Da West Staines Massiv". Feia entrevistes amb subjectes desprevinguts que no s'adonen que han estat enganyats.
Ali G va aparèixer per primera vegada com la "veu de da yoof" a The 11 O'Clock Show de Channel 4 el 1998, i posteriorment es va convertir en el personatge principal de Da Ali G Show a principis dels anys 2000, i també va ser el personatge principal de la pel·lícula Ali G Indahouse. En una enquesta de Channel 4 de 2001, Ali G va ocupar el vuitè lloc a la seva llista dels 100 millors personatges de televisió.
En una entrevista de 2007 a The Daily Telegraph, Baron Cohen va anunciar que Ali G, juntament amb Borat (un altre personatge de ficció fet per Baron Cohen), s'havien retirat. No obstant això, Ali G va tornar als British Comedy Awards 2012 per acceptar el premi a l'èxit excepcional de Baron Cohen, provocant controvèrsia fent bromes sobre Kate Middleton i Jimmy Savile. Ali G va tornar a la televisió amb Ali G Rezurection el 2014. Rezurection inclou noves imatges d'Ali G que introdueixen vells moments destacats de Da Ali G Show, mentre que Borat va reaparèixer per a Borat Subsequent Moviefilm el 2020.